# Station Catalunya
Catalunya is een belangrijk metrostation in Barcelona op het Plaça de Catalunya, het centrale plein van de stad en een belangrijke overstapzone. Veel bussen gaan langs dit plein en er zijn verbindingen met alle districten en de meeste gemeenten in de omgeving.

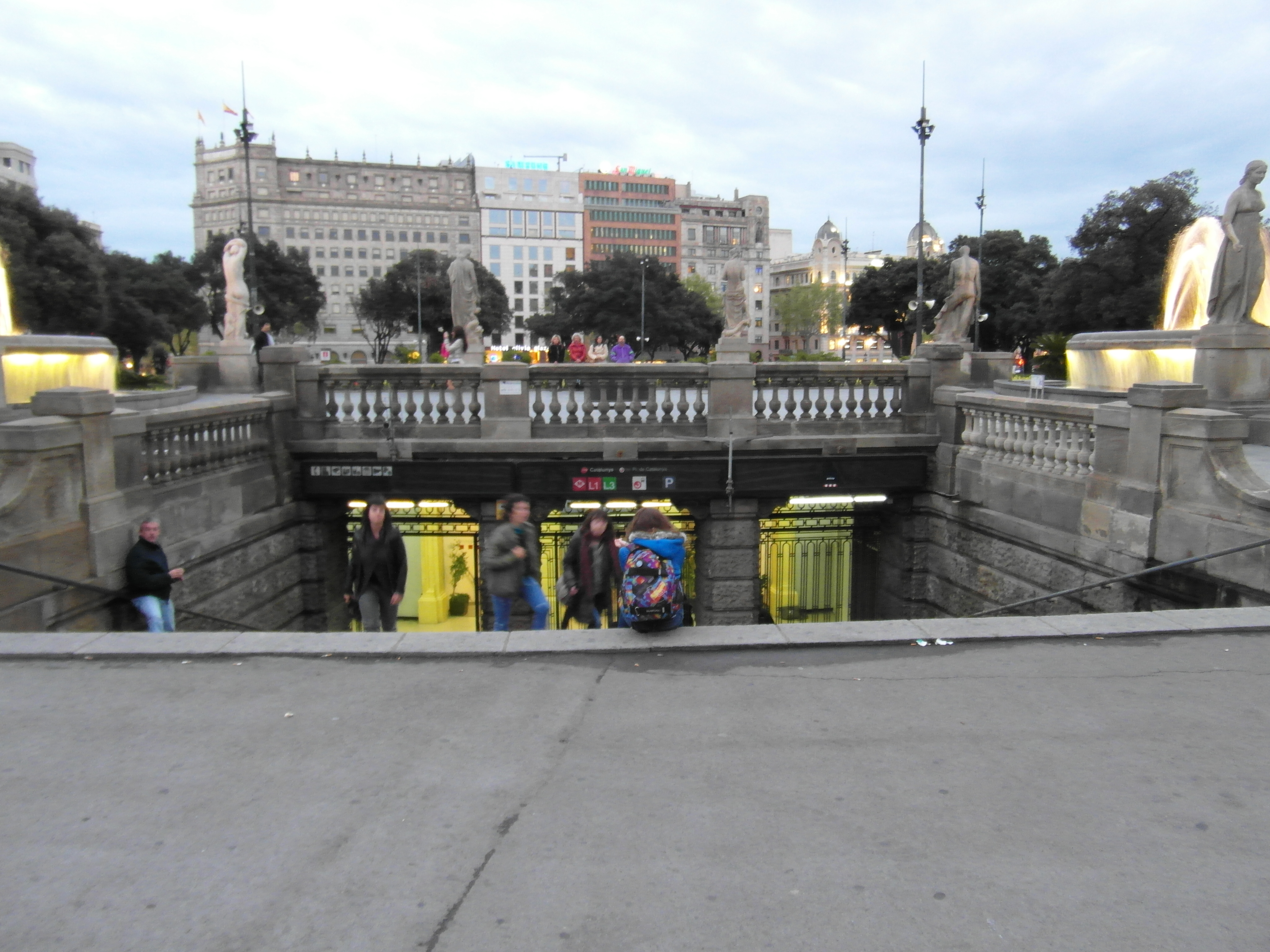
De ingang op de Plaça de Catalunya
De ligging van de perrons onder de Plaça de Catalunya
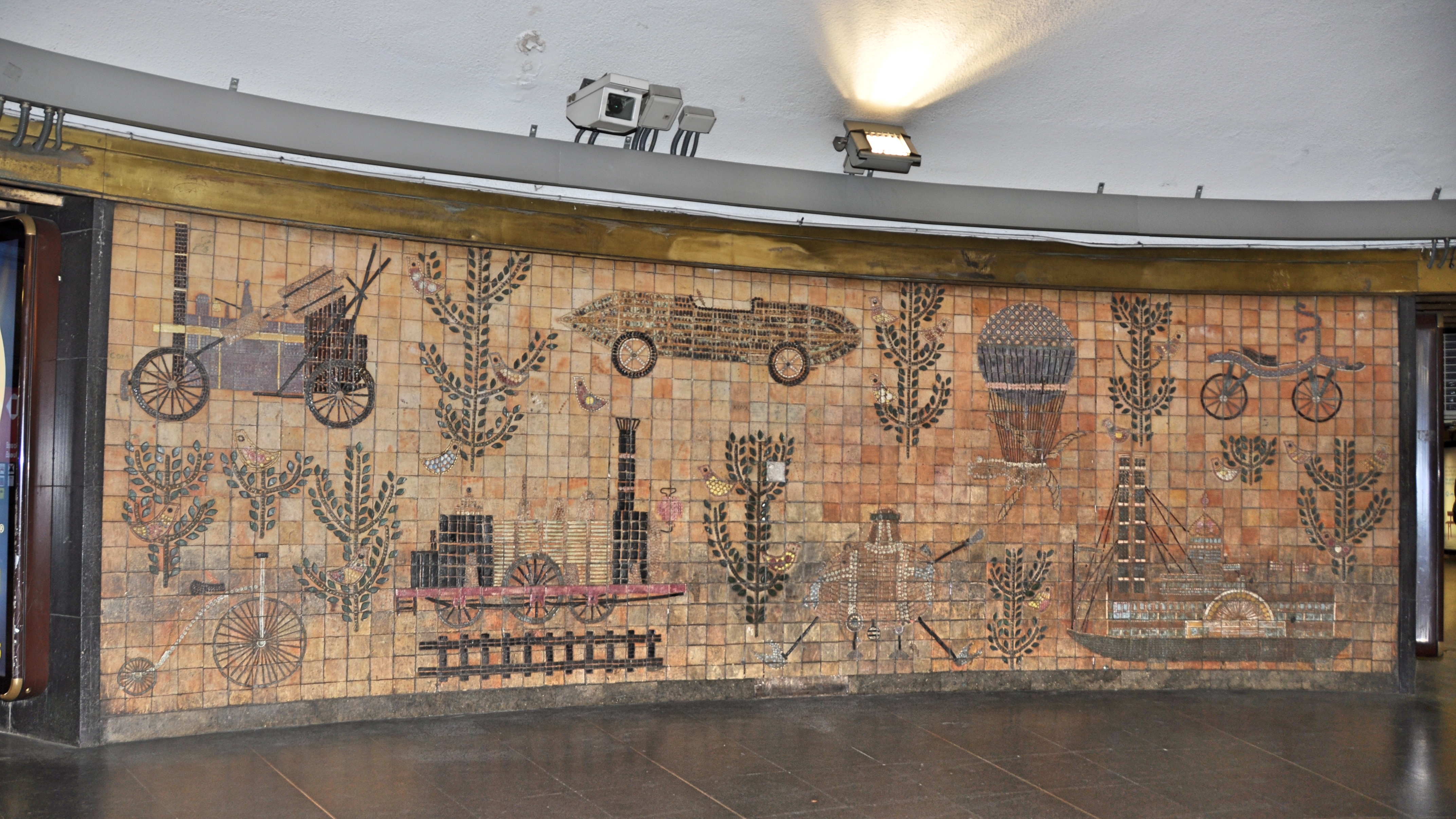
Mozaïek uit 1966 met verschillende vervoersmiddelen

Het is tevens een ondergronds spoorwegstation onder de naam Plaça de Catalunya. Hier stoppen treinen van het Rodalies Barcelona-netwerk. De perrons van de trein (grijs op de kaart) en metro L1 (rood op de kaart) liggen in de oost-westtunnel naast elkaar.
Het metrostation is gebouwd in 1926 als een eindstation van wat later bekend zou staan als L3 en toen als Ferrocarril Metropolitano Transversal. Het station heeft ingangen aan de Rambla Catalunya, Passeig de Gràcia, Ronda Sant Pere en drie op het Plaça Catalunya zelf, een op het westelijke eind van de Ramblas, waar een ondergronds winkelcentrum was, Avinguda de la Llum genaamd, totdat het in 1990 gesloten werd omdat het plein verbouwd werd.
Het station wordt aangedaan door TMB lijnen L1, L3 en FGC metrolijnen L6 en L7, als aanvulling op de FGC suburban-lijnen genummerd S1, S2, S5 and S55. Het station wordt aangeduid met Barcelona - Pl. Catalunya.

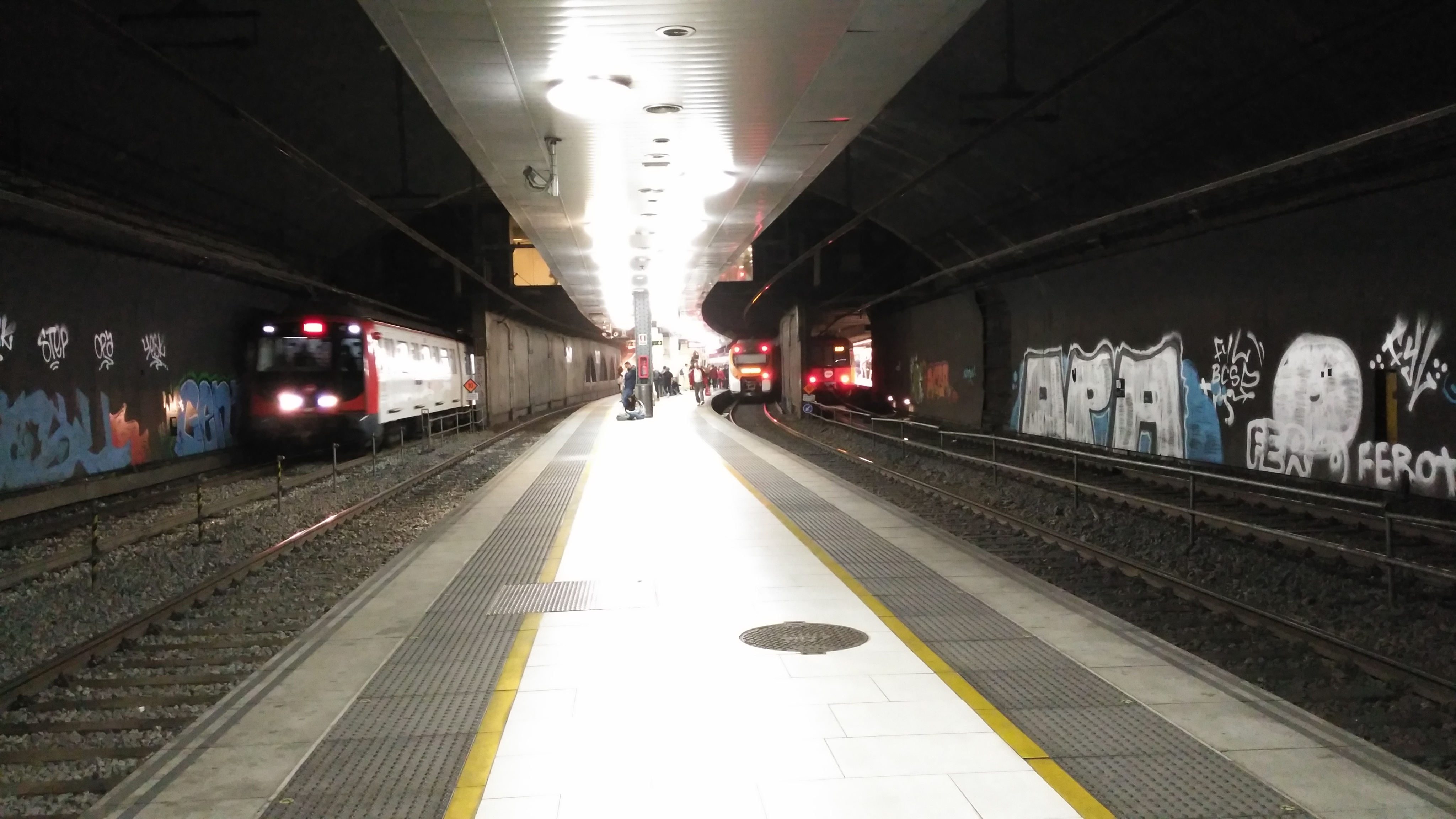
De oost-westtunnel met in het midden de sporen van de Rodalies en aan de buitenzijden de sporen van metro L1
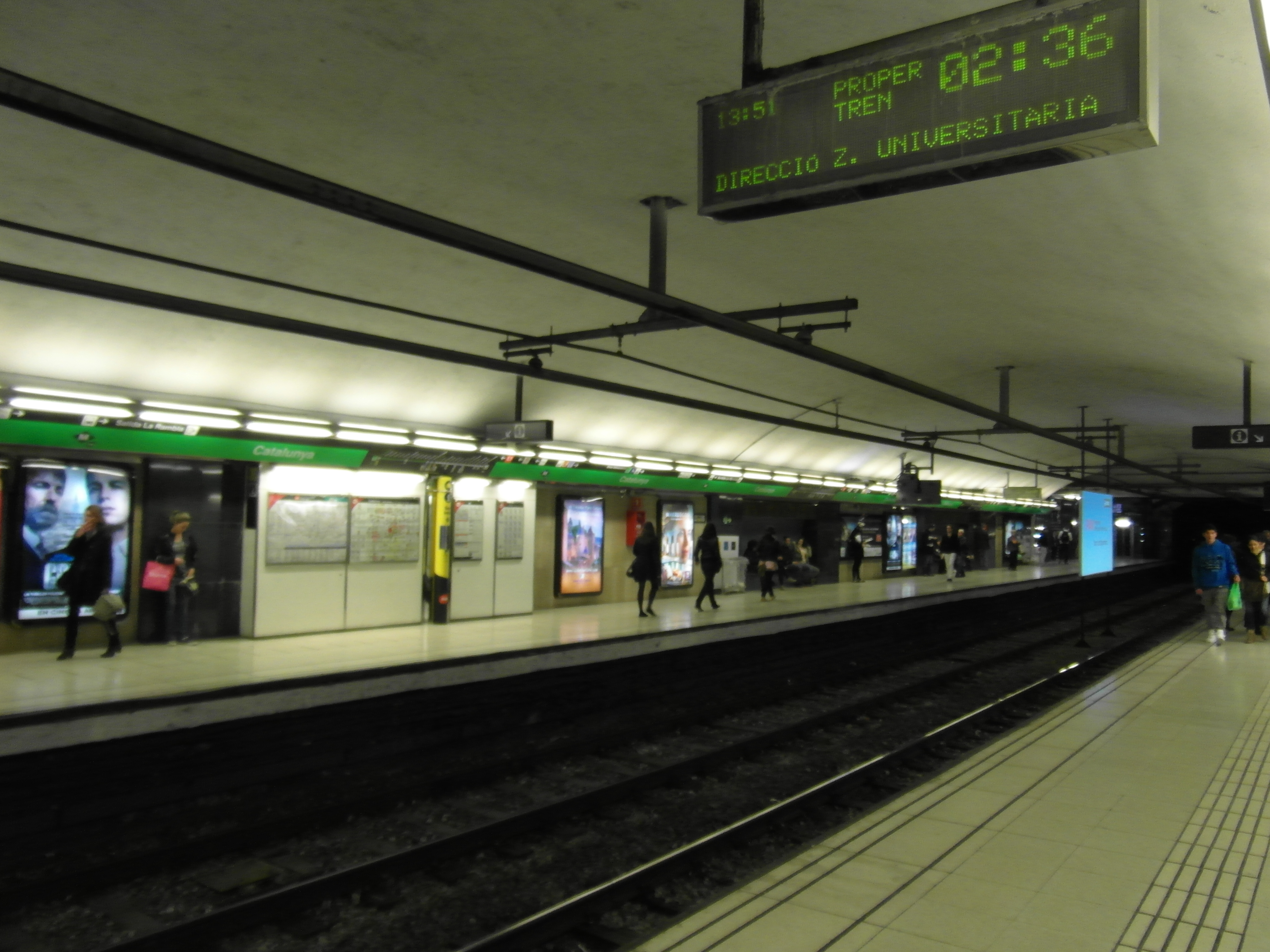
De perrons van L3
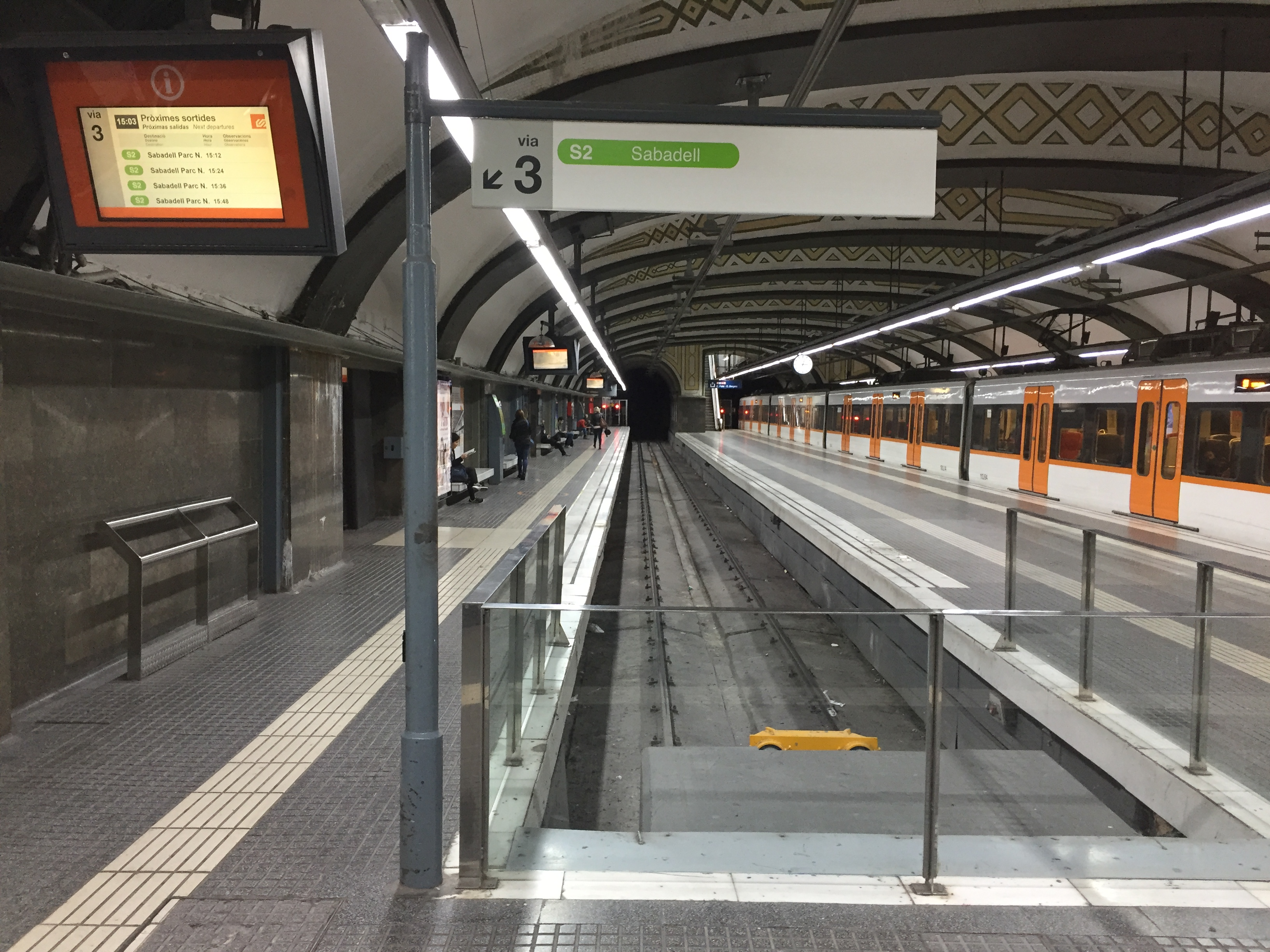
De perrons van de FGC

## Metrolijnen
- Metro van Barcelona lijn L1, L3, L6, L7.
- FGC-lijnen S1, S2, S5, S6 en S7.

## Spoorlijnen
| Vorige richting                               | < Vorig station | Lijn | Volgend station > | Volgende richting       |
| --------------------------------------------- | --------------- | ---- | ----------------- | ----------------------- |
| Molins de Rei                                 | Sants           |      | Arc de Triomf     | Mataró Maçanet-Massanes |
| L'Hospitalet de Llobregat                     | Sants           |      | Arc de Triomf     | Vic                     |
| Sant Vicenç de Calders Vilafranca del Penedès | Sants           |      | Arc de Triomf     | Terrassa Manresa        |